# Eneteia Wydawnictwo Szkolenia
Eneteia Wydawnictwo Szkolenia – założone w 1991 polskie wydawnictwo z siedzibą w Warszawie.
Eneteia specjalizuje się w pozycjach z dziedziny psychologii, psychoterapii, socjologii, pedagogiki, kultury, sztuki, religii, wiedzy o zdrowiu. Publikuje także polską literaturę współczesną i poezję.
Eneteia ma w swoim dorobku wiele książek inspirowanych twórczością Carla Gustava Junga. Do autorów należą: Zenon Waldemar Dudek, Ewa Machut-Mendecka, Paweł Karpowicz, Bogna Szymkiewicz, Jerzy Bąbel, Paweł Fijałkowski, Ole Vedfelt, Lidia Grzesiuk, Bogna Bartosz, Halina Romanowska-Łakomy, Tomasz Olchanowski, Jacek Sieradzan, Tomasz Teodorczyk, Tomasz Rudowski, Lech Ostasz, Kazimierz Pajor, Jadwiga Wais, Czesław Dziekanowski, Alina Motycka, Zofia Rosińska, Anna Cierpka, Elżbieta Dryll, Andrzej Jastrzębski, Jerzy Pawlik, Anna Bielańska, Katarzyna Termińska. 
Eneteia wydała siedem tomów podręcznika akademickiego Psychoterapia pod red. Lidii Grzesiuk i Huberta Suszka (pierwsze trzy tomy tylko Lidia Grzesiuk): „Teoria”, „Praktyka”, „Badania i szkolenie”, „Integracja”, „Problemy pacjentów”, „Szkoły i metody” oraz „Pogranicza”. Wśród najważniejszych serii wydawnictwa znajdują się: „Akademicka”, „Biblioteka Jungowska”, „Psychologia kultury”, „Pytania o kulturę”, „Ścieżki psychoterapii”, „Wymiary duszy”. Wydawnictwo publikuje interdyscyplinarne czasopismo „Albo albo. Problemy psychologii i kultury”.
Od 1995 roku organizuje spotkania z czytelnikami „Albo albo” – interdyscyplinarne coroczne konferencje pod nazwą „Forum Inspiracji Jungowskich”.